# 得克萨斯微风号列车
得克萨斯微风号列车（英語：Texas Zephyr）是一列由科罗拉多和南方铁路和沃斯堡和丹佛铁路（两家公司皆为伯灵顿铁路的子公司）联合营运、运行于科罗拉多州丹佛和得克萨斯州达拉斯之间的旅客列车。得克萨斯微风号列车于1940年8月22日正式投入服务，取代了原本运行于相同路线上的科罗拉多特快号列车（Colorado Special），每天往返于丹佛联合车站和达拉斯联合车站之间，中途经停科罗拉多斯普林斯、普韋布洛、特立尼达、阿马里洛、威奇托福尔斯和沃斯堡等地，单程运行距离为835英里（1344公里），单程旅行时间为18小时45分钟（南行列车）、17小时30分钟（北行列车）。1967年9月11日，随着美国邮政部结束该列车上的铁路运邮业务，沃斯堡和丹佛铁路决定停运得克萨斯微风号列车。